# Schleuse Wernsdorf
Die Schleuse Wernsdorf bildet die Schleusengruppe der Kanalstufe Wernsdorf in der Bundeswasserstraße Spree-Oder-Wasserstraße im deutschen Bundesland Brandenburg. Sie liegt in der Zuständigkeit des Wasserstraßen- und Schifffahrtsamtes Spree-Havel.

## Geschichte
Die erste Schleuse Wernsdorf wurde im Jahre 1891 als Einkammerschleuse in Betrieb genommen. Sie hatte eine nutzbare Länge von 55 Metern und befand sich an der Stelle der heutigen Südkammer. Der Bau der ersten Nordkammer erfolgte 1904. Beide Schleusenkammern wurden im Oberhaupt mit Klapptoren, im Unterhaupt mit Stemmtoren versehen. Um größeren Schiffen die Passage der Südkammer zu ermöglichen, wurde 1929 das Stemmtor durch ein Hubtor ersetzt und der Drempel am Oberhaupt um 1,40 m verkürzt. Dadurch erhöhte sich die nutzbare Länge der Südkammer auf 67,5 Meter. Diese Umbaumaßnahme brachte durch vergleichsweise geringe Kosten einen großen Nutzen für die Schifffahrt. 
Im April 1945 verhinderte Johannes Paucka zusammen mit weiteren Widerstandskämpfern die Sprengung der Schleusenbrücke Wernsdorf durch die SS und wurde dabei erschossen. Wäre es zur Brückensprengung gekommen, wäre vermutlich auch die Schleuse beschädigt worden.
Aufgrund gestiegener Schiffsgrößen und einem Ansteigen des Schiffsverkehrs wurde nach vorangegangenen Untersuchungen ab 2004 die Nordkammer der Schleuse instand gesetzt und in Richtung Osten verlängert auf eine nutzbare Länge von 115 Metern. Die Breite beträgt nun 9,40 Meter. Das nach Osten verschobene Oberhaupt erhielt ein Klapptor.
Die Verkehrsfreigabe für die Nordkammer erfolgte am 21. November 2006. Die Südkammer ist außer Betrieb gesetzt.